# 47086 Сінсейко
47086 Сінсейко (47086 Shinseiko) — астероїд головного поясу, відкритий 10 січня 1999 року.
Тіссеранів параметр щодо Юпітера — 3,251.
Названо на честь Сінсейко (яп. しんせいこ(新生湖) сінсейко).